# 4 Centauri
4 Centauri, som är stjärnans Flamsteed-beteckning, är en kvadrupelstjärna, belägen i den norra delen av stjärnbilden Kentauren och har även Bayer-beteckningen h Centuri. Den har en kombinerad skenbar magnitud av 4,73 och är synlig för blotta ögat där ljusföroreningar ej förekommer. Baserat på parallaxmätning inom Hipparcosuppdraget på ca 5,1 mas, beräknas den befinna sig på ett avstånd på ca 640 ljusår (ca 200 parsek) från solen. Den rör sig bort från solen med en heliocentrisk radialhastighet på ca 5 km/s.

## Egenskaper
Primärstjärnan i konstellationen, 4 Centauri A, är en spektroskopisk dubbelstjärna, vilket innebär att dess komponenter inte kan upplösas men att periodiska Dopplerförskjutningar i dess spektrum visar att den ingår i ett kretslopp. 4 Centauri A har en omloppsperiod på 6,927 dygn och en excentricitet på 0,23. Eftersom ljus från endast en av stjärnorna kan observeras (dvs. att den är en enkelsidig spektroskopisk dubbelstjärna) är vissa parametrar, såsom banans lutning okända. Följeslagaren är också en enkelsidig spektroskopisk dubbelstjärna. Den har en omloppsperiod på 4,839 dygn, en excentricitet på 0,05 och är en metallstrålande stjärna av spektraltyp A (Am-stjärna). De två paren är separerade med 14 bågsekunder i en bana med en omloppsperiod av minst 55 000 år.